# Grb Nigerije
Grb Nigerije sastoji se od crnog štita kojeg pridržavaju dva bijela konja koji simboliziraju dostojanstvo. 
Na štitu se nalaze dvije bijele linije koje tvore slovo Y. Te linije predstavljaju dvije rijeke koje protječu kroz Nigeriju: Benue i Niger, dok crni štit simbolizira dobru zemlju. Iznad štita se nalazi orao, koji simbolizira snagu, a zelena i bijela boja na kojima stoji poljoprivredno bogatstvo zemlje. Žuti cvjetovi ispod grba (na slici pogrešno prikazani kao crveni) su Costus spectabilis, nacionalno cvijeće Nigerije. Na žutoj traci ispod cvijeća ispisano je državno geslo  Unity and Faith, Peace and Progress (jedinstvo i vjera, mir i napredak).